# Уэхукар (муниципалитет)
Уэхукар (исп. Huejúcar) — муниципалитет в Мексике, в штате Халиско, с административным центром в одноимённом городе. Численность населения, по данным переписи 2020 года, составила 5920 человек.

## Общие сведения
Название Huejúcar с языка науатль можно перевести как: в зарослях ив.
Площадь муниципалитета равна 309,2 км², что составляет 0,4 % от общей площади штата, а наиболее высоко расположенное поселение Ла-Меса-де-Мария-де-Леон находится на высоте 2285 метров.
На юге он граничит с другим муниципалитетом штата Халиско — Санта-Мария-де-лос-Анхелесом, а на севере, востоке и западе с другим штатом Мексики — Сакатекасом.

## Учреждение и состав
Муниципалитет был образован 9 ноября 1861 года, по данным 2020 года в его состав входит 36 населённых пунктов, самые крупные из которых:
| Код INEGI                  | Населённый пункт                                                                       | Численность населения (2005 год) | Численность населения (2010 год) | Численность населения (2020 год) |
| -------------------------- | -------------------------------------------------------------------------------------- | -------------------------------- | -------------------------------- | -------------------------------- |
| 041                        | Всего                                                                                  | 15674                            | 18084                            | 22083                            |
| 0001                       | Уэхукар (исп. Huejúcar) 22°21′44″ с. ш. 103°12′42″ з. д. (административный центр)      | 2958                             | 3647                             | 3762                             |
| 0022                       | Тлалькосауа (исп. Tlalcosahua) 22°16′24″ с. ш. 103°10′14″ з. д.                        | 656                              | 676                              | 567                              |
| 0005                       | Лас-Бокас (исп. Las Bocas) 22°19′22″ с. ш. 103°16′09″ з. д.                            | 256                              | 309                              | 269                              |
| 0019                       | Сан-Хосе-де-лос-Маркес (исп. San José de los Márquez) 22°21′25″ с. ш. 103°19′55″ з. д. | 286                              | 299                              | 259                              |
| 0002                       | Ачимек (исп. Achimec) 22°23′19″ с. ш. 103°14′03″ з. д.                                 | 149                              | 172                              | 172                              |
| —                          | Прочие                                                                                 | 931                              | 981                              | 891                              |
| Названия на карте Генштаба |                                                                                        |                                  |                                  |                                  |

## Экономическая деятельность
По статистическим данным 2000 года, работоспособное население занято по секторам экономики в следующих пропорциях:
- сельское хозяйство, животноводство и рыбная ловля — 24,8 %;
- промышленность и строительство — 29,8 %;
- торговля, сферы услуг и туризма — 42 %;
- безработные — 3,4 %.

## Инфраструктура
По статистическим данным 2020 года, инфраструктура развита следующим образом:
- электрификация: 99,8 %;
- водоснабжение: 88,7 %;
- водоотведение: 98,6 %.